# Estación de Pulpí
Pulpí es un apeadero ferroviario situado en el municipio español homónimo, en la provincia de Almería, comunidad autónoma de Andalucía. Forma parte de la línea C-2 de Cercanías Murcia/Alicante.

## Situación ferroviaria
Se encuentra en la línea férrea de ancho ibérico Murcia-Águilas a 132 metros de altitud. Se encuentra situada en el pk 10 de dicha línea, en la medida en que se reinicia nuevamente el kilometraje de la línea en Almendricos, ya que en este punto se bifurcaba el trazado hacia Baza siguiendo el ferrocarril del Almanzora (cerrado en 1985) y Águilas.

## Historia
La estación fue inaugurada el 1 de abril de 1890 con la apertura al tráfico del tramo Águilas-Almendricos de la línea férrea que pretendía unir Lorca con Baza y Águilas. La prolongación hacía Baza, por su parte, se inició el 10 de abril de 1891. Las obras corrieron a cargo de la compañía de capital inglés conocida como The Great Southern of Spain Railway Company Limited. En 1941 con la nacionalización del ferrocarril en España la estación pasó a depender de RENFE.
Desde el 31 de diciembre de 2004 Adif es la titular de las instalaciones ferroviarias.

## Servicios ferroviarios

### Cercanías
Pertenece a la línea C-2 de Cercanías Murcia/Alicante. Diariamente, tres son los trenes de cercanías en ambos sentidos con parada en la estación. Desde el 28 de septiembre de 2012 y debido a unas inundación el servicio se presta con autobuses ya que el trazado  entre Lorca y Águilas ha sufrido importantes daños. La reapertura del servicio ferroviario está prevista para mayo del 2013.